# Reiner M. Dreizler
Reiner Martin Dreizler (* 22. September 1936 in Stuttgart; † 22. November 2023) war ein deutscher theoretischer Physiker und Hochschullehrer.

## Leben und Wirken
Dreizler wurde in Stuttgart geboren und wuchs in Mannheim auf. Er studierte Physik und Mathematik an der Albert-Ludwigs-Universität Freiburg mit dem Diplom 1961 (Thema der Diplomarbeit Aspekte der Kreiseltheorie in der Quantenmechanik) und setzte sein Studium mit einem Stipendium an der Australian National University in Canberra fort, an der er 1964 promoviert wurde. Als Post-Doktorand war er an der University of Pennsylvania in Philadelphia, an derer 1966 Assistant Professor wurde. 1972 wurde er Professor für theoretische Physik an der Johann Wolfgang Goethe-Universität Frankfurt am Main. Von 1999 bis 2001 hatte er die S. Lyson Stiftungsprofessur inne. 2001 wurde er emeritiert und war von 2001 bis 2004 geschäftsführender Direktor des Zentrums für wissenschaftliches Rechnen an der Universität Frankfurt.
Er befasste sich mit quantenmechanischer Vielteilchentheorie, zum Beispiel  Dichtefunktionaltheorie (insbesondere für relativistische, zeitabhängige und thermodynamische Systeme) und dem Thomas-Fermi-Modell. Er wandte die Vielteilchentheorie in auf Atomkerne, Atome, Moleküle, Cluster und Festkörper an und bei atomaren Stoßprozessen und befasste sich mit deren formalen Problemen (Entwicklung von Variations-, Projektions- und Iterationsverfahren).
Rainer M. Dreizler war Fellow der American Physical Society.

## Schriften (Auswahl)
- mit Cora S. Lüdde: Theoretische Physik, 4 Bände, Springer Spektrum  2003, 2005, 2007, 2016 (Band 1 Theoretische Mechanik, Band 2 Elektrodynamik und Spezielle Relativitätstheorie, Band 3 Quantenmechanik 1, Band 4 Statistische Physik und Thermodynamik, englische Ausgabe bei Springer, Graduate Texts in Physics, ab 2010)
- mit E. K. U. Gross: Density functional theory, Springer 1990
- mit E. Engel: Relativisic Density Functional Theory, in: R. F. Nalewajski (Hrsg.), Density Functional Theory II, Topics in Current Chemistry 181, Springer 1996, S. 1–80
- mit Eberhard Engel: Density functional theory : an advanced course, Springer 2011
- mit Tom Kirchner, Cora S. Lüdde: Streutheorie in der nichtrelativistischen Quantenmechanik. Eine Einführung, Springer Spektrum 2018

Als Herausgeber:
- mit J.da Providencia: Density Functional Methods in Physics. Nato ASI Series B123, Plenum Press, 1985
  - darin von Dreizler, Gross: Density Functional Approach to time dependent and relativistic systems, S. 81–140
- mit R. Schmidt, H.O. Lutz: Nuclear Physics Concepts in the Study of Atomic Clusters, Proc. 88th W. E. Heraeus Seminar, Bad Honneff, November 1991. Lecture Notes in Physics, Band 404, Springer 1992
- mit E. K. U. Gross: Density Functional Theory. Nato ASI Series B337, Plenum Press, 1995, ISBN 978-1-4757-9975-0
  - darin von Dreizler, Gross, H. Müller, C. Speicher: Density Functional Aspects of Relativistic Field Theories, S. 65–118
- mit C.T. Whelan, J.H. Macek, H.J.R. Walters: New Directions in Atomic Physics. Series: Physics of Atoms and Molecules, Kluwer Publishing, 1999